# František Pánek
František Pánek (31. ledna 1853 Pavlíkov – 27. května 1945 Pavlíkov) byl český a československý politik, meziválečný senátor Národního shromáždění ČSR za Republikánskou stranu zemědělského a malorolnického lidu (agrárníky).

## Biografie
V letech 1894–1919 byl okresním starostou na Rakovnicku. Předsedal okresní hospodářské záložně a inicioval vznik hospodářského družstva a lihovaru v Rakovníku. V tomto městě také do roku 1929 předsedal kuratoriu hospodářsko-chmelařské školy. V domovském Pavlíkově zřídil na svém pozemku vzornou ovocnářskou zahradu. Od roku 1884 byl starostou Pavlíkova.
V parlamentních volbách v roce 1920 získal za agrárníky senátorské křeslo v Národním shromáždění. Mandátu se vzdal roku 1922. Místo něj jako náhradník nastoupil Antonín Slavík. Profesí byl rolníkem v Pavlíkově.